# Alpino Bagnolini
L’Alpino Bagnolini è stato un sommergibile della Classe Liuzzi della Regia Marina.

## Storia
Fu il primo sommergibile italiano ad ottenere un successo nella seconda guerra mondiale: intorno all'una del 12 giugno 1940, infatti, al comando del capitano di corvetta Franco Tosoni Pittoni, lanciò un siluro contro l'incrociatore leggero britannico Calypso (4180 t) che insieme al gemello Caledon stava procedendo fra Creta e Gaudo: la nave fu colpita e affondò con 39 uomini nel punto 34°03' N e 24°05' E, mentre il Bagnolini uscì indenne dal bombardamento con cariche di profondità condotto dai cacciatorpediniere della scorta.

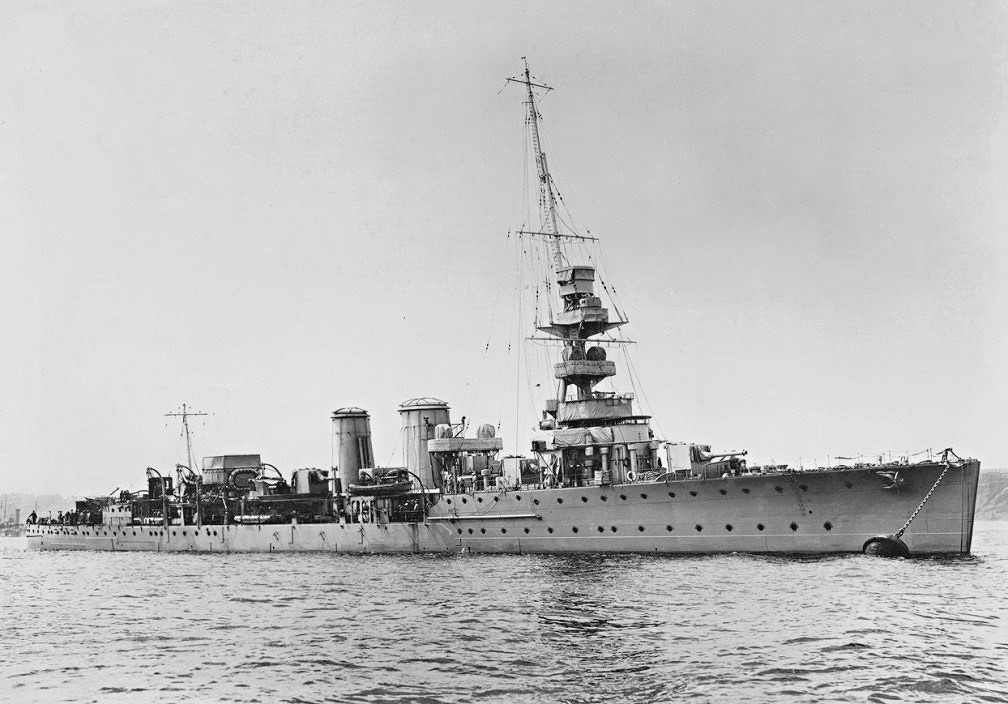
L'incrociatore britannico Calypso, affondato dal Bagnolini

Successivamente se ne decise l'invio in Atlantico. Il Bagnolini partì da Trapani il 9 settembre 1940 e nella notte fra il 14 ed il 15 passò lo stretto di Gibilterra, rimanendo poi in agguato al largo di Porto dal 15 al 27 settembre e riportando un affondamento, quello del trasporto spagnolo Cabo Tortosa (3302 tsl), nave neutrale e adibita a servizio civile da Huelva a Bilbao ma indicata erroneamente come al servizio degli Alleati dai servizi segreti. Il 30 settembre il sommergibile giunse a Bordeaux, sede della base atlantica italiana di BETASOM.
Il 28 ottobre salpò per la seconda missione ma dovette tornare in porto perché danneggiato dal maltempo; arrivò a Bordeaux il 15 novembre.
L'8 dicembre partì per una nuova missione a ovest dell'Irlanda e undici giorni più tardi colò a picco il piroscafo britannico Amicus (3660 tsl); il 1º gennaio 1941 si scontrò con i cannoni con il peschereccio armato Northern Pride e al contempo tentò il siluramento di una nave identificata come incrociatore ausiliario, azione priva di risultati ma che pose il comandante Tosoni Pittoni in luce di fronte ai comandi sia italiano che tedesco. Lo stesso giorno il Bagnolini fu anche danneggiato da un aeroplano, che riuscì a respingere e a danneggiare a sua volta.
Nel gennaio 1941 si pensò di assegnarlo assieme al gemello Giuliani a una scuola sommergibili a Gotenhafen, ma si decise poi di destinarvi il solo Giuliani (in seguito avrebbero frequentato tale scuola il nuovo comandante del Bagnolini, tenente di vascello Mario Tei, un ufficiale e 7 vedette del sommergibile).
Il 23 luglio 1941, mentre operava a ovest dello stretto di Gibilterra, colpì un piroscafo ed una nave cisterna, senza però riuscire ad affondarli.
Nel gennaio-febbraio 1942 operò a sud delle Azzorre senza cogliere alcun risultato.
Nel maggio 1942 fu in missione al largo del Brasile ed il 27-28 del mese colpì una nave cisterna di circa 11.000 tsl, danneggiandola.
Il 15 settembre 1942 partì per una nuova missione durante la quale avvistò due navi e subì caccia antisommergibile da parte di un cacciatorpediniere; rientrò infine a Bordeaux il 17 novembre senza aver concluso nulla.
Fra il 14 febbraio ed il 13 aprile 1943 operò al largo di Bahia, venendo danneggiato da un attacco aereo.
Se ne decise poi la modifica per poter compiere missioni di trasporto per l'Estremo Oriente; i lavori ebbero termine nel luglio 1943 e il sommergibile sarebbe dovuto partire il mese successivo, ma i tedeschi, prevedendo una prossima resa dell'Italia agli Alleati, decisero di trattenerlo a Bordeaux dove ancora si trovava all'armistizio.
L'11 settembre 1943 venne catturato, incorporato nella Kriegsmarine con equipaggio misto italo-tedesco e ribattezzato U. IT. 22.
Fino ad allora il Bagnolini aveva svolto 11 missioni di guerra (3 in Mediterraneo ed 8 in Atlantico), percorrendo complessivamente 46.413 miglia in superficie e 3908 in immersione.
Il 26 gennaio 1944 partì per l'Asia nella sua prima missione al servizio dei tedeschi (si trattava di una missione di trasporto); il 22 febbraio fu colpito da un velivolo statunitense a circa 900 miglia dall'Isola di Ascensione, riportando danni allo scafo e perdite di carburante; chiese un appuntamento con un sommergibile rifornitore circa 500 miglia a sud di Città del Capo ma l'11 marzo 1944, quando arrivò nel punto concordato per il rifornimento, fu affondato da tre idrovolanti PBY Catalina nel punto 41°28' S e 17°40' E, con la morte di tutto l'equipaggio di 43 uomini (tra cui 12 italiani: il tenente del Corpo del genio navale Carlo Rossilla, 4 sottufficiali, 4 sottocapi e 3 marinai).